# Phare d'Akaroa
Le phare d'Akaroa est un feu côtier situé dans le village d'Akaroa sur la péninsule de Banks (région de Canterbury - île du Sud), en Nouvelle-Zélande.
Le phare originel est préservé par le Heritage New Zealand depuis août 1991 

## Histoire
Le premier phare a été construit entre 1878 et 1879 sous la direction des architectes écossais David et Thomas Stevenson sur Akaroa Head sur le côté ouest de l'entrée du port d'Akaroa. Il a été mis en service en 1880 sur la côte est de la région de Canterbury. Il fonctionna d'abord avec une lampe à huile et fut électrifié en 1951.
Mis hors service à cet emplacement en 1977, il a été démonté en trois parties et repositionné sur son emplacement actuel sur Beach Road à Akaroa en 1980. Il a été automatisé à sa remise en service et fonctionne de façon temporaire.
Il a été remplacé, en 1980, par une tourelle en fibre de verre de 3 m de haut  qui émet, à une hauteur focale de 68 m une lumière visible jusqu'à 19 milles nautiques (environ 35 km).

## Description
Le phare historique est une tour octogonale en bois, avec une galerie et une lanterne, d'environ 12 m de haut. La tour est peinte en blanc et la lanterne est noire. La lentille de Fresnel d'origine est toujours en place. La tour, qui est maintenant une attraction touristique, est l'un des rares phares en bois survivants en Nouvelle-Zélande. Les particularités du bâtiment sont les fenêtres triangulaires et le dôme de cuivre de la lanterne.
Identifiant : ARLHS : NZL-001 - Amirauté : K4314 - NGA : 5284 .
|                |
| L'ancien phare |

|                  |
| Le nouveau phare |

### Lien connexe
- Liste des phares de Nouvelle-Zélande